# Controlling Crowds Part IV
Albums de Archive
Controlling Crowds
(2009) With Us Until You're Dead
(2012)
Controlling Crowds Part IV est le huitième album du groupe Archive et la suite directe de Controlling Crowds. En effet, les deux albums ont été enregistrés au cours d'une seule et même session studio.

## Titres
| No  | Titre                            | Auteur                                     | Chant                                            | Durée |
| --- | -------------------------------- | ------------------------------------------ | ------------------------------------------------ | ----- |
| 1.  | Pills                            | Keeler / Griffiths, Quintile, Pen, Berrier | Maria Q, Dave Pen et Pollard Berrier             | 4:11  |
| 2.  | Lines                            | Keeler / John, Berrier, Pen, Griffiths     | Pollard Berrier, Dave Pen, Rosko John et Maria Q | 6:04  |
| 3.  | The Empty Bottle                 | Keeler / Pen, Griffiths                    | Dave Pen                                         | 7:03  |
| 4.  | Remove                           | Keeler / Berrier                           | Pollard Berrier                                  | 4:05  |
| 5.  | Come On Get High                 | Keeler / Griffiths, Keeler                 | Pollard Berrier                                  | 4:41  |
| 6.  | Thought Conditioning             | Keeler / John                              | Rosko John                                       | 3:39  |
| 7.  | The Feeling of Losing Everything | Keeler / Pen                               | Dave Pen                                         | 4:47  |
| 8.  | Blood in Numbers                 | Keeler / Pen                               | Dave Pen                                         | 3:05  |
| 9.  | To the End                       | Keeler / Pen                               | Dave Pen                                         | 3:54  |
| 10. | Pictures                         | Keeler / Berrier, Griffiths                | Pollard Berrier                                  | 3:54  |
| 11. | Lunar Bender                     | Griffiths, Keeler / Griffiths, Berrier     | Pollard Berrier                                  | 3:19  |

## Commentaires
- En 2024, Pias édite le disque en double album vinyle.
- Cet album ainsi que le précédent font l’objet d’une tournée dite Classic Albums Tour Live.